# عبلة خيري
عبلة عادل خيري، سباحة، أول مصرية تعبر بحر المانش سنة 1974، وصاحبة الرقم القياسى العالمى كأصغر سباحة في عمر «13 سنة»، والذي لم يتم تحطيمه حتى الآن.

## السيرة الذاتية
عبلة عادل خيري، ابنة الفنان عادل خيري، والسباحة إيناس حقي، وحفيدة الفنان بديع خيري. تعتبر "عبلة خيري" أول مصرية تعبر بحر المانش سنة 1974"، حيث أستطاعت قطع المسافة في اثنتي عشرة ساعة ونصف، محطمة بذلك الرقم القياسي السابق بفرق ثلاث ساعات، لتحقق بذلك الرقم القياسي العالمي كأصغر سباحة في عمر "13 سنة"، والذي لم يتم تحطيمه حتى الآن في مرحلتها العمرية.

بالإضافة لتفوقها الرياضي، تمتلك حالياً خبرات كبيرة في مجال إدارة الأعمال والبنوك وتطوير الأسس المصرية، مما أهلها لتقلد منصب «رئيسة» مجموعة تطوير النظم المصرفية بالبنك التجاري الدولي، وعضو مجلس إدارة جمعية خدمات موظفي البنك نفسه.

## إنجازتها
- أصغر فتاة في العالم تعبر المانش سنة 1974.[5]
- أول مصرية وصاحبة الرقم القياسى العالمى كأصغر سباحة (13 سنة)، تعبر بحر المانش سنة 1974، ولم يتم تحطيمه حتى الآن.[6]
- فازت بالمركز الأول لسباق المانش العربى عامى 1975 وعام 1976.[1]
- توجت بلقب سباقات «النيل الدولى» عام 1974، ولقب «تدرمير الإنجليزى» في العام نفسه.[7]
- توجت بلقب «كابرى نابولى» عام 1976.[7]
- بطلة الجمهورية لسباحة المسافات القصيرة من عام 1968 حتى عام 1974.[7]
- عضو فريق كرة السلة الفائز بعدة بطولات في دورى المدارس.[1]
- نالت لقب أفضل رياضية باسم نادي الجزيرة عام 1975.[1]

## تكريمات
- حاصلة على وسام الجمهورية للرياضة من الرئيس الراحل، محمد أنور السادات، عام 1974.[1][2][3]